# Австро-турски войни
Австро-турските войни се водят от 16 до 18 век между Хабсбургската империя (понякога в съюз с Полша, Венеция или Русия) и Османската империя за северната част на Балканския полуостров и Унгария.
Двете империи водят 11 войни, започнали след падането на Унгария в 1526 г. и продължили 264 години, а именно: 1527 – 1529, 1532 – 1533, 1540 – 1547, 1551 – 1562, 1566 – 1568, 1591/1593 – 1606, 1660 – 1664, 1683 – 1699, 1716 – 1718, 1737 – 1739, 1787 – 1791. Те са съпоставими само с 14-те Руско-турски войни продължили 349 години – започнали от 1568 и продължили до 1917 г., когато вследствие на Първата световна война двете империи се разпадат.
Първоначално избухват, тъй като турците целят завладяването на тези земи, но след време Австрия се стреми вече от своя страна да завладее тези земи. След разгрома на турците при Виена (12 септември 1683 г.) агресията на османците е спряна и така е сложено началото на отстъплението им от Централна Европа. Това предизвиква бунтове сред поробените народи.
В България избухват Първо търновско въстание (1598 г.), Второ търновско въстание (1686 г.), Чипровско въстание (1688 г.) и Карпошово въстание (1689 г.), но надеждите на българите за освобождение не се осъществяват.
Първата Австро-турска война следва превземането на Белград и битката при Мохач, като е предизвикана от стълкновението по подялбата на наследството на Кралство Унгария. Последната Австро-турска война (1788 – 1791) завършва със Свищовския мирен договор, който с оглед на резултатите от бойното поле е твърде благоприятен на османците. Поради отзвука в Европа от събитията покрай Френската революция, Австрия насочва вниманието и интереса си на запад, загърбвайки Източния въпрос. След Наполеоновите войни и посредством Виенския конгрес, конфигурацията на субектите и силите на „Голямата шахматна дъска“ е изменена, като нововъзникналата Австрийска империя доброволно се отказва от провежданата дотогава военна политика на югоизток.